# Йоганн Гоффман

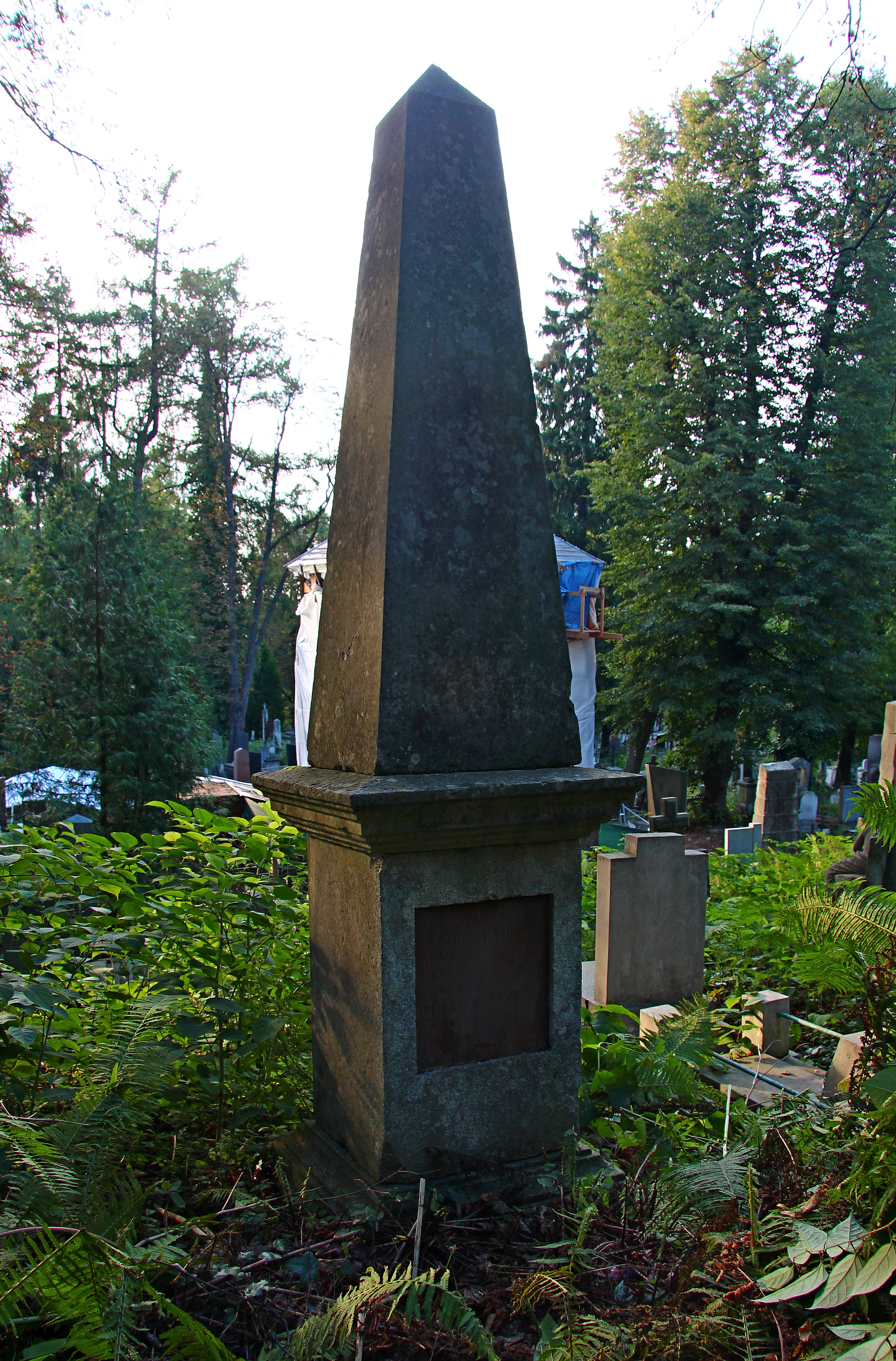

Керував містом упродовж 8 років, з 1817 р. до 1825 р. За його урядування в 1820 у Львові був створений окремий Кримінальний суд, а міський магістрат втратив право судити кримінальні справи.
Похований на Личаківському цвинтарі (поле 19).